# Hyundai S
Hyundai S — дизельный двигатель внутреннего сгорания южнокорейской компании Hyundai Motors.

## S

### 3.0L (D6EA)
- Hyundai Veracruz (2006—2011)[5][1][6][7]
- Kia Mohave (2008—2011)[8][9][10]

## S II

### 3.0L (D6EB)
- Hyundai Veracruz (2012—2015)[11][12][13]
- Kia Mohave (2011 — настоящее время)[14][15][16][17]